# Diecezja Surabaya
Diecezja Surabaya – rzymskokatolicka diecezja w Indonezji. Powstała w 1928 jako prefektura apostolska. Podniesiona do rangi wikariatu apostolskiego w 1941. Diecezja od 1961.

## Biskupi diecezjalni
- Bp Agustinus Tri Budi Utomo (od 2025)
- Bp Vincentius Sutikno Wisaksono (2007–2023)
- Bp Johannes Sudiarna Hadiwikarta (1994–2003)
- Bp Aloysius Josef G. Dibjokarjono (1982–1994)
- Bp Jan Antonius Klooster, C.M. (1961–1982)